# 127

## Esdeveniments
- Imperi Romà: regnat de l'emperador romà Hadrià, són cònsols de Roma Tit Atili Titià juntament amb Marc Esquil·la Gal·licà.

## Necrològiques
- Juvenal (Decimus Iunius Iuvenalis), poeta satíric llatí, autor de la frase panem et circenses.